# Jan Thomas van Ieperen

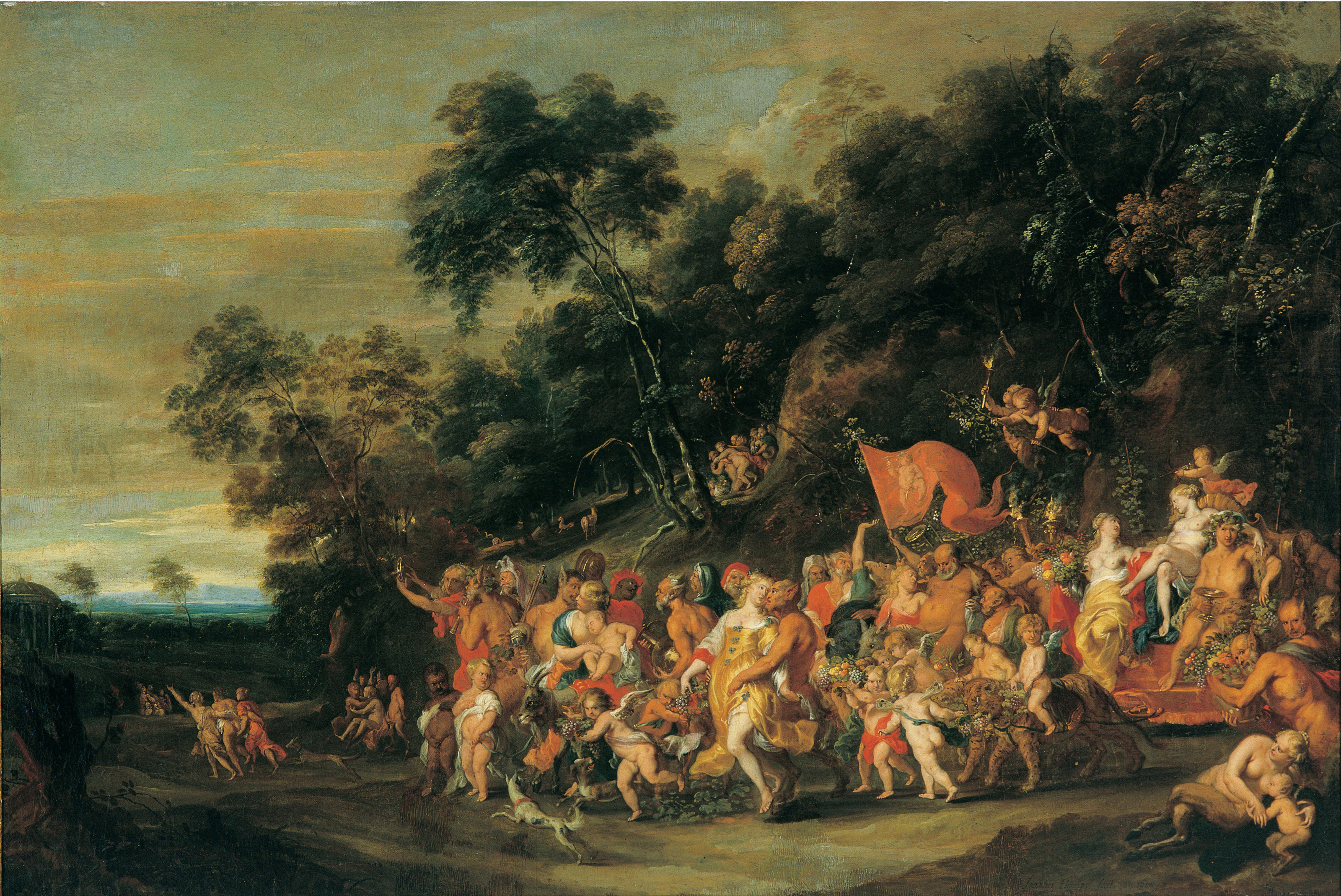
Bacchus diadala

Jan Thomas van Ieperen (Ypres, 1617. február 5. vagy 1617. február 1. – Bécs, 1678. szeptember 6.) flamand festőművész.

## Magyarországi munkái
Jan Thomas a felsőbb klérustól és az arisztokráciától is kapott megbízásokat, például a Zrínyi-háztól vagy Zrínyi Miklóstól. 1664-ben, néhány évvel Zrínyi halála előtt megfestette Zrínyi Miklós tábornok és költő portréját.